# Liste der Naturdenkmale in Alflen
Die Liste der Naturdenkmale in Alflen nennt die im Gemeindegebiet von Alflen ausgewiesenen Naturdenkmale (Stand 25. März 2024).

## Naturdenkmale
| Nr.         | Bezeichnung                   | Lage          | Beschreibung                        | Bild                                    |
| ----------- | ----------------------------- | ------------- | ----------------------------------- | --------------------------------------- |
| ND-7135-455 | Kastaniengruppe an der Kirche | Pfarrweg Lage | Aesculus hippocastanum, siebe Bäume | Direkt Bild zu diesem Denkmal hochladen |